# 斯科普里市旗

斯科普里市旗，启用于1994年

斯科普里市旗即北马其顿共和国首都斯科普里的市旗。
旗为长宽比为1：2的悬垂旗，底为红色，左上角绘有金黄色的斯科普里市徽。盾形的市徽上有石桥、瓦爾達爾河、斯科普里城堡和雪山的图案。